# Roger de Salerno

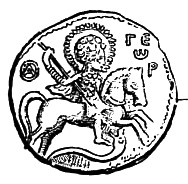
Moneda de Roger de Salerno, regente de Antioquía

Roger de Salerno, Roger de Hauteville o Roger del Principado (m. 28 de junio de 1119) fue un cruzado, regente del Principado de Antioquía de 1112 al 1119.
Era hijo de Ricardo de Salerno, príncipe de Salerno y gobernador del condado de Edesa de 1104 al 1108. Cuando Balduino II de Edesa fue aprisionado en 1104 por los turcos selyúcidas después de la batalla de Harran, Tancredo de Galilea asumió la regencia del condado de Edesa y colocó a su primo Ricardo de Salerno como gobernador. En la práctica, Ricardo fue el gobernante del territorio, una vez que Tancredo había asumido también la regencia del Principado de Antioquía.
Roger se hizo regente de Antioquía cuando Tancredo murió en 1112, ya que el legítimo príncipe, Bohemundo II de Antioquía, aún era un niño. Como Tancredo, estuvo casi constantemente en guerra con los estados musulmanes vecinos. En 1114 hubo un terremoto que destruyó muchas de las fortificaciones del principado. Roger tuvo el cuidado de reconstruirlas, especialmente las más próximas a la frontera. Se casó con Hodierne de Rethel, hermana de Balduíno II de Jerusalén, y su gobierno fue inmortalizado por su cronista y canciller Gualterio, con el título de Bella Antiochena.
Derrotó a los selyúcidas en dos importantes batallas, en 1114 y 1115. Junto con Joscelino I de Edesa, consiguió cercar Alepo, pero esta ciudad se alió con el emir de Mardin en 1118. Este invadió el principado en 1119 y, a pesar de los llamamientos del patriarca latino de Antioquía, Roger no quiso aguardar la llegada de refuerzos del Reino de Jerusalén o del Condado de Trípoli.
Llevó 700 caballeros (incluyendo 500 caballeros armenios) y 3000 soldados de infantería para la llamada batalla de Ager Sanguinis (el campo de sangre, en latín). La derrota fue completa, Roger y casi todas las fuerzas de Antioquía murieron. Pero el ejército turco se esparció por el territorio y no llegó a atacar la ciudad de Antioquía, dando tiempo a que Balduino II de Jerusalén llegara para asumir la regencia del principado.